# Warren Hastings
Warren Hastings FRS, PC (06/12/1732 - 22/08/1818), là một chính khách người Anh, Thống đốc đầu tiên của Pháo đài William (thuộc địa Bengal), người đứng đầu Hội đồng tối cao Bengal (Supreme Council of Bengal), và do đó ông cũng là Toàn quyền trên thực tế đầu tiên của Bengal từ năm 1772 - 1785. Warren Hastings và Robert Clive được ghi nhận là người đã đặt nền móng cho Đế quốc Anh tại Ấn Độ. Ông là một nhà tổ chức và cải cách năng nổ. Năm 1779 - 1784, ông lãnh đạo lực lượng của Công ty Đông Ấn Anh chống lại liên minh của các Phiên quốc Ấn Độ và người Pháp. Do được tổ chức tốt hơn, nên cuối cùng người Anh dành được vị thế ở Ấn Độ, trong khi đó người Pháp mất ảnh hưởng và phải rời bỏ Ấn Độ. Năm 1787, ông bị buộc tội tham nhũng và bị luận tội, nhưng sau một thời gian dài diễn ra các phiên toà, ông được tuyên bố trắng án và năm 1795. Ông được bổ nhiệm vào Cơ mật viện Vương quốc Liên hiệp Anh vào năm 1814.
Điều đáng tiếc nhất đối với Warren Hastings chính là dù đã đóng góp rất nhiều cho Vương quốc Anh trong việc thuộc địa hoá Ấn Độ, nhưng ông lại không được các quân chủ Anh phong cho bất kỳ tước hiệu quý tộc nào, trong khi đó, dường như tất cả các Toàn quyền Ấn Độ sau này đều được phong hoặc nâng tước quý tộc sau khi kết thúc nhiệm kỳ.

## Cuộc sống đầu đời

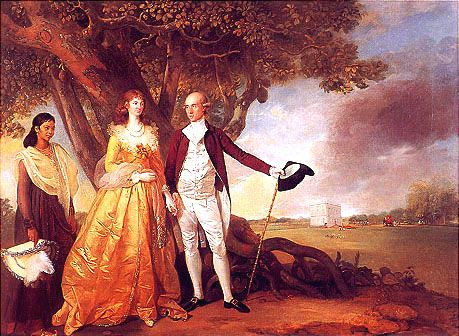
Warren Hastings cùng vợ là Marian trong khu vườn của họ tại Alipore, c. 1784–87

Hastings được sinh ra ở Churchill, Oxfordshire vào năm 1732, cha ông là Penystone Hastings, vốn là một quý tộc đã sa sút, mẹ ông là Hester Hastings, người đã qua đời ngay sau khi ông được sinh ra. Mặc dù Penystone Hastings không giàu có, nhưng gia đình của ông từng là lãnh chúa và người bảo trợ của điền trang Daylesford từ năm 1281 đến năm 1715. Chức tước đã bị bãi bỏ sau khi gia đình ông mất đi phần lớn tài sản do hỗ trợ cho vua Charles I của Anh. Warren Hastings theo học tại Trường Westminster, nơi ông gặp gỡ các Thủ tướng tương lai của Anh Lãnh chúa Shelburne, Công tước Portland và với nhà thơ William Cowper. Ông gia nhập Công ty Đông Ấn Anh vào năm 1750 với tư cách là thư ký, lên đường đến Ấn Độ và đặt chân lên Calcutta vào tháng 08/1750. Ở đó, ông đã xây dựng được tín nhiệm và danh tiếng nhờ vào tính siêng năng, dành thời gian rảnh rỗi của mình để tìm hiểu về Ấn Độ và học ngôn ngữ, ông mau chóng thông thạo tiếng Urdu và tiếng Ba Tư. Công việc đã giúp ông thăng tiến vào năm 1752, khi ông được cử đến Kasim Bazar, một trạm giao dịch lớn ở Bengal, nơi ông làm việc cho William Watts. Tại đây ông đã được tiếp cận và học hỏi thêm kinh nghiệm về chính trị của Đông Ấn.
Các thương nhân Anh tại Ấn Độ vẫn phụ thuộc vào những biến động bất chợt của những người cai trị địa phương, do đó tình hình chính trị hỗn loạn ở Bengal là đáng lo ngại. Nawabs của Bengal là Alivardi Khan, một nhà lãnh đạo ôn hoà có khả năng sẽ được kế vị bởi cháu trai của ông là Siraj ud-Daulah. Điều này khiến các cơ sở thương mại của Anh trên khắp Bengal ngày càng mất an toàn, vì Siraj ud-Daulah được biết đến là người có quan điểm chống đối châu Âu và có khả năng phát động một cuộc tấn công khi ông nắm quyền. Khi Alivardi Khan qua đời vào tháng 04/1756, các thương nhân Anh và một đơn vị đồn trú nhỏ tại Kasimbazar bị bỏ lại vì dễ bị đột kích. Vào ngày 03/06, sau khi bị bao vây bởi một lực lượng lớn hơn nhiều, người Anh đã phải đầu hàng để ngăn chặn một cuộc thảm sát. Hastings bị giam cùng với những người khác tại thủ đô Murshidabad của Bengal, trong khi lực lượng của Nawab hành quân đến Calcutta và chiếm được nó. Các đơn vị đồn trú và dân thường sau đó bị nhốt trong những buồn giam với điều kiện kinh khủng ở Hố đen Calcutta, chỉ có kích thước 4,30 × 5,50 ⁠metres (14 × 18 ⁠⁠feet) trong Pháo đài William, đã có 120/146 tù nhân đã chết vì ngạt thở và kiệt sức do nóng.
Hastings ở lại Murshidabad một thời gian và thậm chí còn được Nawabs của Bengal sử dụng làm trung gian đàm phán, nhưng vì lo sợ cho tính mạng của mình, ông trốn đến đảo Fulta, nơi một số người tị nạn từ Calcutta đã trú ẩn. Khi ở đó, ông gặp và kết hôn với Mary Buchanan, một góa phụ có chồng đã chết khi bị giam ở Hố đen Calcutta. Ngay sau đó, một đoàn thám hiểm người Anh từ Madras dưới sự dẫn dắt của Robert Clive đã đến để giải cứu họ. Hastings làm tình nguyện viên trong lực lượng của Clive khi họ chiếm lại Calcutta vào tháng 01/1757. Sau thất bại chóng vánh này, Nawab khẩn trương tìm kiếm hòa bình và chiến tranh đã kết thúc. Clive đã rất ấn tượng với Hastings khi gặp anh ta, và đã sắp xếp để anh ta quay trở lại Kasimbazar để làm việc. Sau đó vào năm 1757, giao tranh lại tiếp tục, dẫn đến Trận Plassey, nơi Clive giành chiến thắng quyết định trước Nawab. Siraj ud-Daulah bị lật đổ và được thay thế bởi người chú Mir Jafar, người đã khởi xướng các chính sách có lợi cho các thương nhân của Công ty Đông Ấn Anh, trước khi thất bại và bị lật đổ.

## Thăng tiến
Năm 1758, Hastings trở thành Thường trú Anh tại thủ đô Murshidabad của Bengali - một bước tiến quan trọng trong sự nghiệp của ông - theo lời khuyên của Clive. Vai trò của ông trong thành phố bề ngoài là của một đại sứ nhưng khi Bengal ngày càng nằm dưới sự thống trị của Công ty Đông Ấn, ông ta thường được giao nhiệm vụ thay mặt cho Clive truyền lệnh cho Nawab mới và chính quyền Calcutta. Cá nhân Hastings thông cảm với Mir Jafar và coi nhiều yêu cầu mà công ty đặt ra cho anh ấy là quá đáng. Hastings đã phát triển một triết lý dựa trên việc cố gắng thiết lập mối quan hệ hiểu biết lẫn nhau hơn với người bản địa Ấn Độ và những người cai trị của họ, và ông thường cố gắng làm trung gian hòa giải giữa hai bên.
Dưới triều đại của Mir Jafar, Công ty Đông Ấn đã đóng một vai trò ngày càng lớn trong việc điều hành khu vực và tiếp quản hiệu quả việc bảo vệ Bengal trước những kẻ xâm lược bên ngoài khi quân đội của Bengal tỏ ra không đủ khả năng thực hiện nhiệm vụ. Khi lớn lên, Mir Jafar dần trở nên kém hiệu quả hơn trong việc cai trị nhà nước, và vào năm 1760, quân đội EIC đã lật đổ ông khỏi quyền lực và thay thế ông bằng Mir Qasim. Hastings bày tỏ sự nghi ngờ của mình với Calcutta về động thái này, tin rằng họ có trách nhiệm hỗ trợ Mir Jafar vì danh dự, nhưng ý kiến của ông đã bị bác bỏ. Hastings đã thiết lập mối quan hệ tốt đẹp với Nawab mới và một lần nữa lại nghi ngờ về những yêu cầu mà anh ta chuyển tiếp từ cấp trên của mình. Năm 1761, ông được triệu hồi và bổ nhiệm vào hội đồng Calcutta.

### Chinh phục Bengal
Cá nhân Hastings đã rất tức giận khi điều tra các vụ lạm dụng giao dịch ở Bengal. Ông cáo buộc rằng một số thương nhân Ấn Độ ở châu Âu và đồng minh của Anh đang lợi dụng tình hình để làm giàu cho bản thân. Những người đi du lịch dưới sự bảo vệ trái phép của lá cờ Anh đã tham gia vào hoạt động gian lận và buôn bán bất hợp pháp trên diện rộng, biết rằng các quan chức hải quan địa phương sẽ phải sợ hãi để không can thiệp vào việc làm của họ. Hastings cảm thấy điều này đang mang lại sự xấu hổ cho danh tiếng của nước Anh và kêu gọi các nhà chức trách ở Calcutta chấm dứt điều này. Hội đồng đã xem xét báo cáo của ông nhưng cuối cùng bác bỏ các đề xuất của Hastings. Ông ta bị chỉ trích dữ dội bởi các thành viên khác, nhiều người trong số họ đã kiếm được lợi nhuận từ việc buôn bán.
Cuối cùng, rất ít hành động đã được thực hiện để ngăn chặn các vụ lạm dụng, và Hastings bắt đầu cân nhắc việc từ chức và trở về Anh. Việc từ chức của ông chỉ bị trì hoãn do bùng nổ giao tranh mới ở Bengal. Sau khi lên ngôi, Qasim ngày càng tỏ ra độc lập trong các hành động của mình, và ông đã xây dựng lại quân đội của Bengal bằng cách thuê những người hướng dẫn và lính đánh thuê châu Âu, những người đã cải thiện đáng kể sức chiến đấu của quân đội. Ông dần dần cảm thấy tự tin hơn và vào năm 1764, khi một cuộc tranh chấp nổ ra ở khu định cư Patna, ông đã chiếm được các đơn vị đồn trú của Anh và đe dọa sẽ hành quyết họ nếu Công ty Đông Ấn Anh đáp trả bằng quân sự. Dù sao đi nữa, khi Calcutta điều động quân đội, Mir Qasim đã hành quyết các con tin. Các lực lượng Anh sau đó đã tấn công và giành chiến thắng trong một loạt trận chiến, đỉnh điểm là Trận Buxar quyết định vào tháng 10 năm 1764. Sau đó, Mir Qasim chạy sang sống lưu vong ở Delhi, nơi ông qua đời vào năm 1777. Hiệp ước Allahabad (1765) trao cho Công ty Đông Ấn quyền thu thuế ở Bengal thay cho Hoàng đế Mughal.
Hastings từ chức vào tháng 12 năm 1764 và lên đường trở về Anh vào tháng sau. Ông vô cùng đau buồn trước sự thất bại của chiến lược ôn hòa hơn mà ông đã ủng hộ, nhưng đã bị các thành viên diều hâu của Hội đồng Calcutta bác bỏ. Khi đến London, Hastings bắt đầu chi tiêu vượt quá khả năng thanh toán của mình. Ông ấy ở trong những toà nhà đắc tiền và được Joshua Reynolds vẽ chân dung, không giống như nhiều người cùng thời, ông không tích lũy được nhiều tài sản khi ở Ấn Độ. Cuối cùng, khi phải gánh những khoản nợ khổng lồ, Hastings nhận ra rằng mình cần phải quay lại Ấn Độ để khôi phục tài chính và nộp đơn vào Công ty Đông Ấn để xin việc. Ban đầu, đơn đăng ký của ông ấy bị từ chối vì  đã gây thù chuốc oán với nhiều kẻ thù chính trị, bao gồm cả giám đốc quyền lực Laurence Sulivan. Cuối cùng, ông đã nhờ đến Robert Clive, đối thủ của Sulivan, đã đảm bảo cho Hastings vị trí phó thống đốc tại thành phố Madras. Ông lên tàu trở lại Ấn Độ từ Dover vào tháng 3 năm 1769. Trong chuyến đi, ông đã gặp Nam tước phu nhân người Đức Marian von Imhoff (1749–1837) và chồng của bà. Ông dã yêu Nam tước phu nhân và họ bắt đầu ngoại tình, dường như được sự đồng ý của chồng cô ta. Người vợ đầu tiên của Hastings, Mary, đã qua đời vào năm 1759, và ông dự định kết hôn với Nam tước phu nhân sau khi bà đã ly hôn với chồng. Quá trình này diễn ra trong một thời gian dài và mãi đến năm 1777 mới có tin ly hôn từ Đức mà Hastings cuối cùng đã có thể kết hôn với cô ấy.

### Madras và Calcutta
Hastings đến Madras ngay sau Chiến tranh Anh-Mysore lần thứ nhất năm 1767–1769, khi lực lượng của Hyder Ali đe dọa chiếm thành phố. Hiệp ước Madras (4 tháng 4 năm 1769) kết thúc chiến tranh nhưng không giải quyết được tranh chấp và ba cuộc Chiến tranh Anh-Mysore diễn ra tiếp theo sau đó (1780–1799). Trong thời gian làm việc tại Madras, Hastings đã khởi xướng các cải cách về hoạt động thương mại nhằm loại bỏ việc sử dụng người trung gian và mang lại lợi ích cho cả Công ty và người lao động Ấn Độ, giai đoạn này tương đối yên bình đối với ông.
Đến giai đoạn này, Hastings đã chia sẻ quan điểm với Clive rằng ba khu định cư của Anh ở Ấn Độ – Madras, Bombay và Calcutta – nên được đặt dưới sự cai trị duy nhất thay vì được quản lý riêng như hiện tại. Năm 1771, ông được bổ nhiệm làm Thống đốc Calcutta, vị trí quan trọng nhất trong hệ thống các thống đốc thuộc địa khác của Anh ở Ấn Độ. Ở Anh, các động thái đang được tiến hành nhằm cải cách hệ thống chính phủ bị chia rẽ và thiết lập chế độ cai trị duy nhất trên toàn bộ Ấn Độ do Anh cai trị với thủ đô ở Kolkata (Calcutta). Hastings trở thành Toàn quyền Ấn Độ đầu tiên.
Trong khi đang ngồi ghế Thống đốc, Hastings đã phát động một cuộc đàn áp lớn đối với những tên cướp hoạt động ở Bengal, phần lớn chiến dịch là thành công. Ông cũng phải đối mặt với Nạn đói nghiêm trọng ở Bengal, khiến từ hai đến mười triệu người chết.

## Toàn quyền Ấn Độ

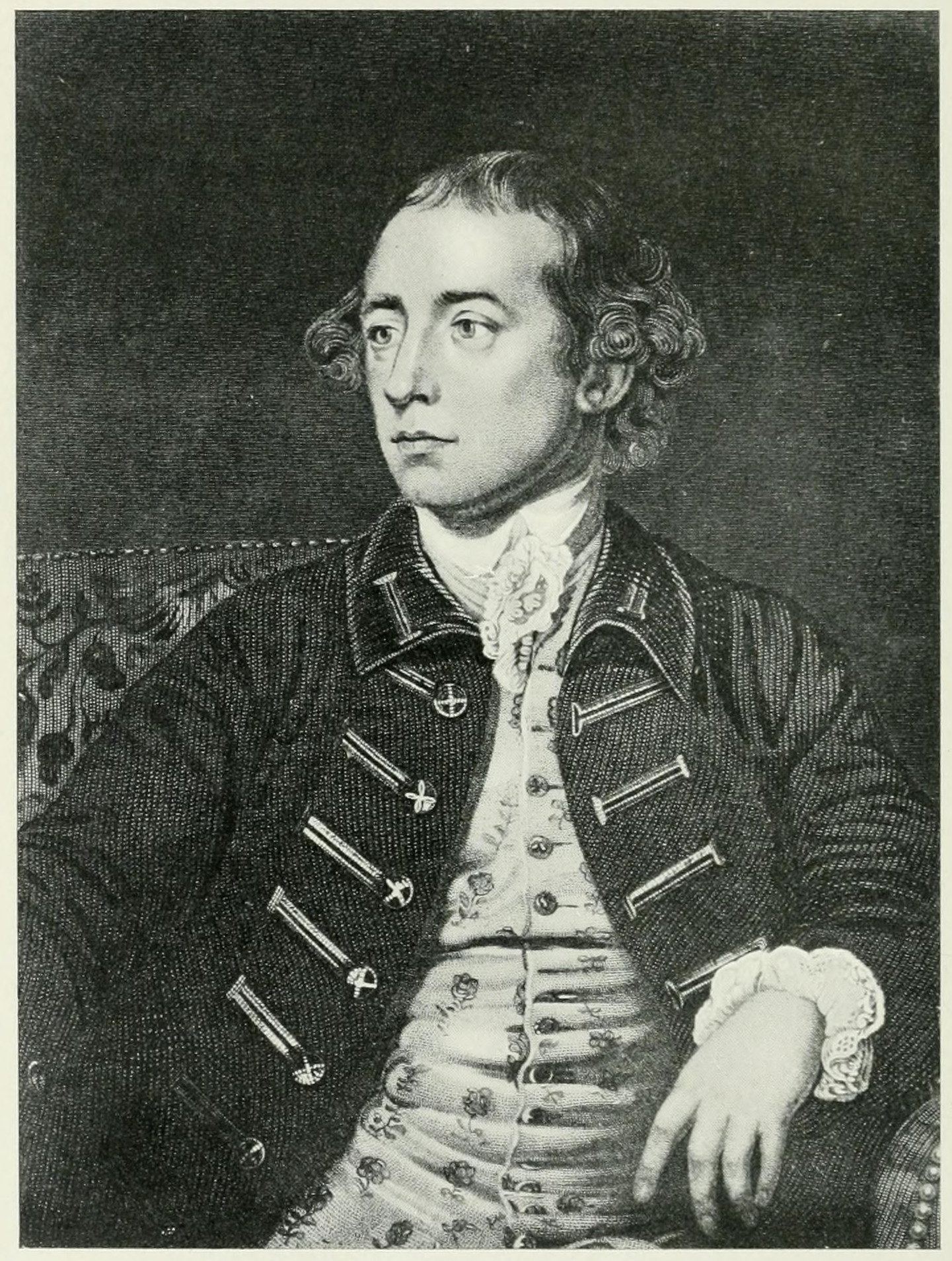
Chân dung Warren Hastings (Calcutta, Quá khứ và Hiện tại; k. 1905)

Đạo luật Điều tiết năm 1773 đặt các tổng thống của Madras và Bombay dưới sự kiểm soát của Bengal. Nó nâng Hastings từ Thống đốc lên chức vụ mới là Toàn quyền Ấn Độ, nhưng hạn chế quyền lực của ông bằng cách biến Toàn quyền thành một thành viên của Hội đồng tối cao gồm năm người. Điều này có cấu trúc khó hiểu đến mức khó có thể nói Hastings thực sự nắm giữ vị trí hành pháp nào.
Theo William Dalrymple:
Ông ấy nhanh chóng bắt tay vào việc, bắt đầu quá trình biến EIC thành một dịch vụ hành chính. Thay đổi lớn đầu tiên của Hastings là chuyển tất cả các chức năng của chính phủ từ Murshidabad đến Calcutta.... Trong suốt năm 1773, Hastings đã làm việc với nghị lực phi thường. Ông đã thống nhất các hệ thống tiền tệ, ra lệnh soạn thảo luật Ấn Độ giáo và tiêu chuẩn hóa sách luật Hồi giáo, cải cách hệ thống thuế và hải quan, cố định doanh thu từ đất đai và ngăn chặn sự áp bức tồi tệ nhất do các đại lý địa phương thực hiện thay mặt cho các thương nhân tư nhân. Ông đã tạo ra một dịch vụ bưu chính hiệu quả, tài trợ một cuộc khảo sát bản đồ thích hợp về Ấn Độ của James Rennell và xây dựng một loạt kho thóc công cộng, bao gồm cả Đại Gola tại Patna, để đảm bảo nạn đói năm 1770-1771 không bao giờ lặp lại.... Nền tảng của tất cả Công việc của Hastings thể hiện sự tôn trọng sâu sắc đối với vùng đất mà ông đã sống từ thời niên thiếu.... Hastings thực sự thích Ấn Độ, và khi trở thành Thống đốc, ông không chỉ nói tốt tiếng Bengali và tiếng Urdu mà còn thông thạo tiếng Ba Tư và văn chương Ba Tư.

### Chiến tranh với Pháp
Năm 1777 trong Chiến tranh giành độc lập của Hoa Kỳ (1775–1783), người Mỹ đã bắt được một đội quân dã chiến của Anh trong Trận Saratoga thuộc Chiến dịch Saratoga. Điều này khuyến khích người Pháp ký một liên minh quân sự với Hợp chủng quốc Hoa Kỳ mới và tuyên chiến với Vương quốc Anh. Người Pháp tập trung ở các đảo Caribe và Ấn Độ. Trong khi đó, các thống đốc của Madras và Bombay đã tham gia vào các cuộc xung đột nghiêm trọng với các Phiên vương quốc lớn nhất ở Ấn Độ thời đó. Madras xung đột với Hyder Ali của Vương quốc Mysore và với Nizam của Nhà nước Hyderabad, trong khi đó Bombay xung đột với Đế quốc Maratha. Pháp gửi một hạm đội dưới sự chỉ huy của Đô đốc Pierre André de Suffren. Sự liên minh giữa người Pháp với các Phiên vương quốc ở Ấn Độ dẫn đến Hastings phải đối mặt với một thách thức ghê gớm, chỉ có Oudh là đồng minh.
Trong 6 năm chiến đấu căng thẳng và hỗn loạn, 1779–1784. Hastings đã cử một đội quân hành quân qua Ấn Độ để giúp Bombay, và một đội quân khác đến Madras. Chiến tích lớn nhất của ông là phá vỡ liên minh thù địch. Đến năm 1782, ông làm hòa với người Marathi. Hạm đội Pháp đã nhiều lần bị trì hoãn. Cuối cùng, Suffren đến vào năm 1782 và phát hiện ra rằng liên minh Ấn Độ đã tan rã, Hastings đã chiếm được tất cả các cảng của Pháp ở Ấn Độ, và Suffren không thể đạt được gì. Khi chiến tranh kết thúc vào năm 1784, sự cai trị của Anh ở Ấn Độ không thay đổi, nhưng vị thế của Pháp lúc này yếu đi nhiều. Công ty Đông Ấn Anh hiện đã có một hệ thống hoạt động hiệu quả. Tuy nhiên, nhiều hoạt động trong thời chiến của Hastings cần một số tiền lớn và London không gửi được gì. Ông ấy đã sử dụng kho bạc địa phương trong việc điều hành các thuộc địa, chính đầu này đã trở thành hướng tấn công chính trong cuộc luận tội chống lại ông sau này.

### Buhtan và Tây Tạng

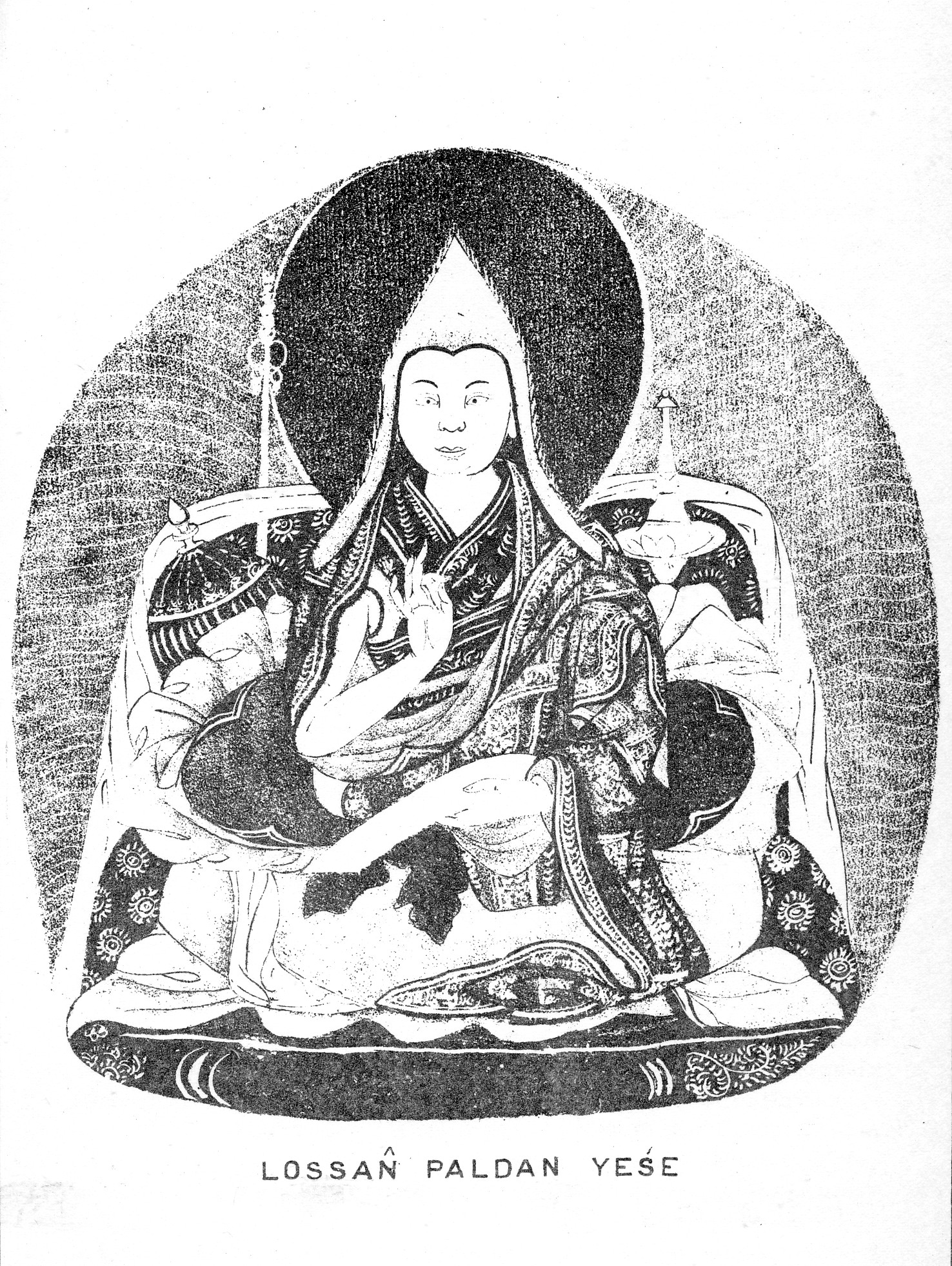
Đức Đạt Lai Lạt Ma thứ 6 của Tây Tạng

Năm 1773, Hastings đáp lại lời kêu gọi giúp đỡ từ Raja của Nhà nước Cooch Behar ở phía bắc Bengal, lãnh thổ đã bị Zhidar, Druk Desi của Bhutan xâm chiếm vào năm trước. Hastings đồng ý giúp đỡ với điều kiện Cooch Behar công nhận chủ quyền của Anh. Raja đồng ý và với sự giúp đỡ của quân đội Anh, họ đã đẩy người Bhutan ra khỏi Duars vào năm 1773.
Druk Desi trở lại đối mặt với nội chiến ở quê nhà. Đối thủ của ông, Jigme Senge, nhiếp chính của cậu bé 7 tuổi Shabdrung (vị thế tương đương với Đức Đạt Lai Lạt Ma của người Bhutan), đã ủng hộ sự bất bình của quần chúng. Zhidar không được ưa chuộng vì các loại tiền thuế hà khắc, cũng như vì những thoả thuận của ông ấy với các Hoàng đế Mãn Thanh, những người đe dọa nền độc lập của Bhutan. Zhidar nhanh chóng bị lật đổ và buộc phải trốn sang Tây Tạng, nơi ông bị giam cầm và một Druk Desi mới, Kunga Rinchen, được cài vào vị trí của ông. Trong khi đó, Đức Đạt Lai Lạt Ma thứ sáu, người đã bỏ tù Zhidar, đã thay mặt người Bhutan gửi một lá thư cho Hastings, cầu xin ông ngừng các hành động thù địch để đổi lấy tình bạn. Hastings nhìn thấy cơ hội thiết lập quan hệ với cả người Tây Tạng và người Bhutan và đã viết một lá thư cho Ban Thiền Lạt Ma đề xuất "một hiệp ước chung về tình hữu nghị và thương mại giữa Tây Tạng và Bengal".
Vào tháng 2 năm 1782, tin tức đến trụ sở của EIC ở Calcutta về sự tái sinh của Ban Thiền Lạt Ma. Hastings đề xuất cử một phái đoàn đến Tây Tạng với một thông điệp chúc mừng, được thiết kế để củng cố mối quan hệ thân thiện do Bogle thiết lập trong chuyến thăm trước đó của ông. Với sự đồng ý của EIC, Samuel Turner được bổ nhiệm làm trưởng phái bộ Tây Tạng vào ngày 9 tháng 1 năm 1783 cùng với nhân viên EIC Samuel Davis là "Người soạn thảo & Người khảo sát". Turner quay trở lại trụ sở của Toàn quyền tại Patna vào năm 1784, nơi ông báo cáo rằng ông không thể đến thăm thủ đô Lhasa của Tây Tạng, nhưng nhận được lời hứa rằng các thương nhân được cử đến từ Ấn Độ sẽ được khuyến khích.
Turner được hướng dẫn để có được một cặp Bò yak trong chuyến du lịch của mình, điều mà ông ấy đã thực hiện một cách hợp lý. Chúng được chuyển đến trại thú của Hasting ở Calcutta và khi Toàn quyền trở về Anh, những con bò Tây Tạng này cũng đi theo, mặc dù chỉ con đực sống sót sau chuyến đi biển khó khăn. Nghệ sĩ nổi tiếng George Stubbs sau đó đã vẽ bức chân dung của con vật với tên Yak của Tartary và vào năm 1854, nó tiếp tục xuất hiện, mặc dù được nhồi bông, tại Triển lãm lớn ở Crystal Palace của London.
Việc Hasting trở về Anh đã chấm dứt mọi nỗ lực thực hiện ngoại giao với Tây Tạng.